# Нидерштригис
Нидерштригис (нем. Niederstriegis) — бывшая коммуна в немецкой федеральной земле Саксония. С 1 января 2013 года входит в состав города Росвайн.
Подчиняется административному округу Кемниц. Входит в состав района Дёбельн. На 31 декабря 2010 года население составляло 1214 человек. Занимает площадь 14,73 км². Официальный код — 14 3 75 120.
Коммуна подразделялась на 6 сельских округов.